# International Tour of Rhodes 2023
L'International Tour of Rhodes 2023, diciassettesima edizione della corsa, valida come prova dell'UCI Europe Tour 2023 categoria 2.2, si svolse in tre tappe dal 16 al 19 marzo 2023 su un percorso totale di 442,2 km con partenza da Ialiso e arrivo a Maritsa, sull'isola di Rodi, in Grecia. La vittoria fu appannaggio del portoghese António Morgado, il quale completò il percorso in 10h28'29", alla media di 42,215 km/h, precedendo il cipriota Andreas Miltiadis e il norvegese André Drege.
Sul traguardo di Maritsa 85 ciclisti, dei 157 partiti da Ialiso, portarono a termine la competizione.

## Tappe
| Tappa  | Data     | Percorso                          | km        | Vincitore di tappa     | Leader cl. generale    |
| ------ | -------- | --------------------------------- | --------- | ---------------------- | ---------------------- |
| Prol.  | 16 marzo | Ialiso > Ialiso (cr. individuale) | 3,8       | Annullata per maltempo | Annullata per maltempo |
| 1ª     | 17 marzo | Rodi > Kalamonas                  | 138,5     | Christian Lindquist    | Christian Lindquist    |
| 2ª     | 18 marzo | Rodi > Afando                     | 153,5     | Hjalmar Klyver         | Christian Lindquist    |
| 3ª     | 19 marzo | Rodi > Maritsa                    | 150,2     | Andreas Miltiadis      | António Morgado        |
| Totale | Totale   | Totale                            | 446 442,2 |                        |                        |

## Squadre partecipanti
| N.      | Cod. | Squadra                      |
| ------- | ---- | ---------------------------- |
| 1-6     | ECT  | EuroCyclingTrips             |
| 11-17   | ATT  | ATT Investments              |
| 21-27   | TSM  | Team Storck-Metropol Cycling |
| 31-37   | VBG  | Team Vorarlberg              |
| 41-47   | TDA  | Team Dauner-Akkon            |
| 51-55   |      | Sn Vitae Bim Bam Coaching RT |
| 61-67   | XSU  | XSpeed United Continental    |
| 71-75   |      | Rodilios Cycling Team        |
| 81-87   |      | Yoeleo Factory Team          |
| 91-97   | TND  | Team Novo Nordisk Dev.       |
| 101-107 |      | Team IBT-Tripeak             |
| 111-117 | TCR  | Team Coop-Repsol             |
| 121-126 |      | Aevolo                       |

| N.      | Cod. | Squadra                       |
| ------- | ---- | ----------------------------- |
| 131-137 | TSL  | Team Skyline                  |
| 141-147 | GSH  | Restaurant Suri-Carl Ras      |
| 151-157 | DBK  | Dukla Banská Bystrica         |
| 161-166 | EFD  | EF Education-Nippo DT         |
| 171-176 | LKH  | Team Lotto-Kern Haus          |
| 181-187 | VSM  | Vino SKO Team                 |
| 201-207 | RSW  | Team Felbermayr-Simplon Wels  |
| 211-217 | TCM  | Tashkent City Professional CT |
| 221-226 | ROU  | Romania                       |
| 231-236 | GRE  | Grecia                        |
| 241-247 | HBA  | Hagens Berman Axeon           |
| 251-257 | CYP  | Cipro                         |

## Dettagli delle tappe

### Prologo
- 16 marzo: Ialiso > Ialiso – Cronometro individuale – 3,8 km

Annullata per maltempo

### 1ª tappa
- 17 marzo: Rodi > Kalamonas – 138,5 km

Risultati
| Pos. | Corridore           | Squadra | Tempo    |
| ---- | ------------------- | ------- | -------- |
| 1    | Christian Lindquist | R. Suri | 3h11'50" |
| 2    | Brody McDonald      | Aevolo  | s.t.     |
| 3    | António Morgado     | Hagens  | s.t.     |

| Pos. | Corridore           | Squadra | Tempo    |
| ---- | ------------------- | ------- | -------- |
| 1    | Christian Lindquist | R. Suri | 3h11'40" |
| 2    | Brody McDonald      | Aevolo  | a 2"     |
| 3    | Georgios Bouglas    | Grecia  | a 5"     |

### 2ª tappa
- 18 marzo: Rodi > Afando – 153,5 km

Risultati
| Pos. | Corridore           | Squadra | Tempo    |
| ---- | ------------------- | ------- | -------- |
| 1    | Hjalmar Klyver      | IBT     | 3h33'19" |
| 2    | Matúš Štoček        | ATT     | s.t.     |
| 3    | Christian Lindquist | R. Suri | s.t.     |

| Pos. | Corridore           | Squadra | Tempo    |
| ---- | ------------------- | ------- | -------- |
| 1    | Christian Lindquist | R. Suri | 6h44'55" |
| 2    | Matúš Štoček        | ATT     | a 3"     |
| 3    | Hjalmar Klyver      | IBT     | a 4"     |

### 3ª tappa
- 19 marzo: Rodi > Maritsa – 150,2 km

Risultati
| Pos. | Corridore         | Squadra | Tempo    |
| ---- | ----------------- | ------- | -------- |
| 1    | Andreas Miltiadis | Cipro   | 3h43'32" |
| 2    | António Morgado   | Hagens  | s.t.     |
| 3    | André Drege       | Coop    | s.t.     |

| Pos. | Corridore         | Squadra | Tempo     |
| ---- | ----------------- | ------- | --------- |
| 1    | António Morgado   | Hagens  | 10h28'29" |
| 2    | Andreas Miltiadis | Cipro   | a 2"      |
| 3    | André Drege       | Coop    | a 4"      |

## Evoluzione delle classifiche
| Tappa              | Vincitore                    | Classifica generale Maglia gialla | Classifica scalatori Maglia verde | Classifica sprint Maglia rossa | Classifica giovani Maglia bianca | Classifica a squadre     |
| ------------------ | ---------------------------- | --------------------------------- | --------------------------------- | ------------------------------ | -------------------------------- | ------------------------ |
| Prol.              | Annullata per maltempo       | non assegnata                     | non assegnata                     | non assegnata                  | non assegnata                    | non assegnata            |
| 1ª                 | Christian Ingemann Lindquist | Christian Ingemann Lindquist      | Sebastian Dreyer Heldahl          | Georgios Bouglas               | Brody McDonald                   | Team Vorarlberg          |
| 2ª                 | Hjalmar Klyver               | Christian Ingemann Lindquist      | Colin Stüssi                      | Georgios Bouglas               | Hjalmar Klyver                   | Restaurant Suri-Carl Ras |
| 3ª                 | Andreas Miltiadis            | António Morgado                   | Colin Stüssi                      | Alexander Arnt Hansen          | António Morgado                  | Team Vorarlberg          |
| Classifiche finali | Classifiche finali           | António Morgado                   | Colin Stüssi                      | Alexander Arnt Hansen          | António Morgado                  | Team Vorarlberg          |

## Classifiche finali

### Classifica generale
| Pos. | Corridore           | Squadra    | Tempo     |
| ---- | ------------------- | ---------- | --------- |
| 1    | António Morgado     | Hagens     | 10h28'29" |
| 2    | Andreas Miltiadis   | Cipro      | a 2"      |
| 3    | André Drege         | Coop       | a 4"      |
| 4    | Jakub Otruba        | ATT        | a 12"     |
| 5    | Lukas Meiler        | Vorarlberg | a 13"     |
| 6    | Riccardo Zoidl      | Felbermayr | a 19"     |
| 7    | Alexander White     | Aevolo     | a 26"     |
| 8    | Colin Stüssi        | Vorarlberg | s.t.      |
| 9    | Christian Lindquist | R. Suri    | a 32"     |
| 10   | Matúš Štoček        | ATT        | a 35"     |

### Classifica scalatori - Maglia verde
| Pos. | Corridore            | Squadra     | Punti |
| ---- | -------------------- | ----------- | ----- |
| 1    | Colin Stüssi         | Vorarlberg  | 14    |
| 2    | Andreas Miltiadis    | Cipro       | 6     |
| 3    | Sebastian D. Heldahl | XSpeed      | 6     |
| 4    | Stefan Bennett       | EuroCycling | 5     |
| 5    | Artem Shmidt         | Hagens      | 5     |

### Classifica sprint - Maglia rossa
| Pos. | Corridore         | Squadra  | Punti |
| ---- | ----------------- | -------- | ----- |
| 1    | Alexander Hansen  | R. Suri  | 15    |
| 2    | Georgios Bouglas  | Grecia   | 11    |
| 3    | Matúš Štoček      | ATT      | 8     |
| 4    | Jakub Otruba      | ATT      | 5     |
| 5    | Aleksandr Semënov | Vino SKO | 5     |

### Classifica giovani - Maglia bianca
| Pos. | Corridore        | Squadra    | Tempo     |
| ---- | ---------------- | ---------- | --------- |
| 1    | António Morgado  | Hagens     | 10h28'29" |
| 2    | Alexander White  | Aevolo     | a 26"     |
| 3    | Hjalmar Klyver   | IBT        | a 36"     |
| 4    | Alexander Hansen | R. Suri    | a 37"     |
| 5    | Ole Theiler      | Lotto-Kern | a 42"     |

### Classifica a squadre
| Pos. | Squadra                  | Tempo     |
| ---- | ------------------------ | --------- |
| 1    | Team Vorarlberg          | 31h26'43" |
| 2    | Team Coop-Repsol         | a 2"      |
| 3    | Hagens Berman Axeon      | a 28"     |
| 4    | ATT Investments          | a 31"     |
| 5    | Restaurant Suri-Carl Ras | a 1'43"   |